# مونيكا ألفارادو
مونيكا ألفارادو (بالإسبانية: Mónica Alvarado) هي لاعبة كرة قدم مكسيكية، ولدت في 11 يناير 1991 في دالاس في الولايات المتحدة. شاركت مع منتخب المكسيك لكرة القدم للسيدات.

## وصلات خارجية
- مونيكا ألفارادو على موقع الاتحاد الدولي (مؤرشف)  (الإنجليزية)
- مونيكا ألفارادو على موقع الاتحاد الأوربي (الإنجليزية)
- مونيكا ألفارادو على موقع بطولة كرة القدم المكسيكية للسيدات (الإسبانية)
- مونيكا ألفارادو على موقع قاعدة بيانات كرة القدم.إي يو (الإنجليزية)
- مونيكا ألفارادو على موقع Soccerway.com (الإنجليزية)